# سی‌سی‌جی‌اس وستپورت
سی‌سی‌جی‌اس وستپورت (به انگلیسی: CCGS Westport) یک کشتی است که طول آن ۱۵٫۷۷ متر (۵۱٫۷ فوت) می‌باشد. این کشتی در سال ۱۹۹۷ ساخته شد.